# Ithomia lurida
Ithomia lurida är en fjärilsart som beskrevs av Richard Haensch 1905. Ithomia lurida ingår i släktet Ithomia och familjen praktfjärilar. Inga underarter finns listade i Catalogue of Life.